# Devil May Care
Devil May Care est un album de Teri Thornton sorti en 1961.

## Descriptif
Devil May Care est le premier album de Teri Thornton. Ce sont Cannonball Adderley et Johnny Griffin, impressionnés par la chanteuse, qui persuadent le producteur de Riverside Orrin Keepnews de la signer sur le label. 
Michael G. Nastos indique dans sa critique pour AllMusic : « Cet album est un document important d’une vraiment grande chanteuse de jazz, et constitue un essentiel dans la collection de tout aficionado sérieux ».

## Titres
| No  | Titre                             | Musique                                          | Durée |
| --- | --------------------------------- | ------------------------------------------------ | ----- |
| 1.  | Lullaby of the Leaves             | Bernice Petkere, Joe Young                       | 2:48  |
| 2.  | Devil May Care                    | Bob Dorough                                      | 2:47  |
| 3.  | Detour Ahead                      | Lou Carter, Herb Ellis, Johnny Frigo             | 3:10  |
| 4.  | The Song Is You                   | Hammerstein II, Kern                             | 2:33  |
| 5.  | My Old Flame                      | Sam Coslow, Arthur Johnston                      | 3:29  |
| 6.  | What's Your Story, Morning Glory? | Lawrence, Webster, Williams                      | 3:47  |
| 7.  | Dancing in the Dark               | Howard Dietz, Arthur Schwartz                    | 2:31  |
| 8.  | Left Alone                        | Billie Holiday, Mal Waldron                      | 3:27  |
| 9.  | Blue Champagne                    | Jim Eaton, Frank L. Ryerson, Grady Watts         | 3:11  |
| 10. | I Feel a Song Coming On           | Dorothy Fields, Jimmy McHugh, George Oppenheimer | 2:42  |
| 11. | What's New?                       | Johnny Burke, Bob Haggart                        | 4:11  |
| 12. | Blue Skies                        | Irving Berlin                                    | 2:33  |

## Musiciens
- Teri Thornton - Chant
- Clark Terry - Flugelhorn, trompette
- Britt Woodman – Trombone
- Earle Warren – Saxophone Alto
- Seldon Powell – Saxophone Ténor
- Wynton Kelly - Piano
- Freddie Green - Guitare (pistes 1, 3, 5, 7, 9 & 12)
- Sam Herman – Guitare (pistes 2, 4, 6, 8, 10 & 11)
- Sam Jones - Contrebasse
- Jimmy Cobb - Batterie
- Norman Simmons - Arrangeur